# Lukáš Pollert
Lukáš Pollert (n. 24 martie 1970, Praga, Cehoslovacia) este un medic ce a reprezentat Cehoslovacia, medaliat olimpic. A participat la 2 ediții ale Jocurilor Olimpice (1992, 1996) în care a câștigat o medalie de aur și o medalie de argint.